# Papa Benedict al XI-lea
Papa Benedict al XI-lea (n. 1240, Treviso, Veneto, Italia – d. 7 iulie 1304, Perugia, Italia) a fost un papă al Romei. A fost beatificat (declarat fericit).